# Konståret 1951

## Händelser
- Tartu konstskola grundas i Estland.
- Pallas konsthögskola stängs och verksamheten flyttas till Estlands konstakademi.

## Priser och utmärkelser
- Prins Eugen-medaljen tilldelas John Lundqvist, skulptör, Arthur von Schmalensee, arkitekt, Nathalie Krebs, dansk konsthantverkare, och Alf Rolfsen, norsk konstnär.

## Verk
- Alfred Janes – Porträtt av William Grant Murray

## Födda
- 2 februari – Torsten Jurell, svensk målare grafiker och skulptör.
- 24 februari
  - Hans Alexander Gerlanius, svensk konstnär och grundare av Kultur1.
  - Catarina Kruusval, svensk författare och illustratör.
- 1 maj – Sally Mann, amerikansk fotograf.
- 5 maj – Niki Loong, svensk kulturarbetare, författare och konstnär.
- 21 maj – Jordi Arkö, svensk konstnär och konstkonsultent.
- 23 juni – Lilian Togelius, svensk bildkonstnär.
- 29 juli – T.E. Breitenbach, amerikansk målare.
- 31 augusti
  - Anders Rönnlund, svensk konstnär.
  - Dror Feiler, svensk-israelisk tonsättare, musiker och konstnär.
- 3 september – Karin Nordvaller, svensk konstnär.
- 24 september – Hanne Borchgrevink, norsk bildkonstnär.
- 16 oktober – Roger Simonsson, svensk konstnär.
- 26 oktober – Julian Schnabel, amerikansk konstnär och regissör.
- 18 november – Kjell Hobjer, svensk konstnär.
- 9 december – Lis Engblom, svensk konstnär.
- 25 december – Kaj Stenvall, finländsk konstnär
- 28 december – Michael Fare, svensk konstnär.
- okänt datum – Anders A, svensk konstnär.
- okänt datum – Anna Bengtsson, svensk illustratör, grafisk formgivare och barnboksförfattare.
- okänt datum – Gerhard Haderer, österrikisk serietecknare och karikatyrritare.
- okänt datum – Danka Jaworska, polsk-svensk konstnär.

## Avlidna
- 18 februari – Siri Schotte, 83, svensk konstnär.
- 6 maj – Johan Johansson (född 1879), svensk konstnär.
- 26 maj – Agnes Cleve-Jonand, 74, svensk konstnär
- 30 maj – Paul Myrén (född 1884), svensk konstnär och författare.
- 17 september – Tyra Kleen, 77, svensk konstnär och författare.
- 4 november – Johan Heurlin, 58, svensk konstnär.
- 9 november – Eero Snellman, finländsk konstnär.
- 27 december – Nils Nilsson Skum, 79, samisk konstnär.